# UFC Fight Night: dos Santos vs. Tuivasa
UFC Fight Night: dos Santos vs. Tuivasa (conosciuto anche come UFC Fight Night 142) è stato un evento di arti marziali miste tenuto dalla Ultimate Fighting Championship il 2 dicembre 2018 all'Adelaide Entertainment Centre di Adelaide, in Australia.

## Risultati
|                                   | Divisione         |                      |                 |                  | Metodo                                      | Round           | Tempo           | Premio          |
| Card Principale                   | Card Principale   | Card Principale      | Card Principale | Card Principale  | Card Principale                             | Card Principale | Card Principale | Card Principale |
| --------------------------------- | ----------------- | -------------------- | --------------- | ---------------- | ------------------------------------------- | --------------- | --------------- | --------------- |
|                                   | Pesi massimi      | Junior dos Santos    | batte           | Tai Tuivasa      | KO tecnico (pugni)                          | 2               | 2:30            |                 |
|                                   | Pesi mediomassimi | Maurício Rua         | batte           | Tyson Pedro      | KO tecnico (pugni)                          | 3               | 0:43            | POTN            |
|                                   | Pesi massimi      | Justin Willis        | batte           | Mark Hunt        | Decisione unanime (29-28, 29-28, 29-28)     | 3               | 5:00            |                 |
|                                   | Pesi welter       | Anthony Rocco Martin | batte           | Jake Matthews    | Sottomissione tecnica (anaconda choke)      | 3               | 1:19            |                 |
|                                   | Pesi piuma        | Sodiq Yusuff         | batte           | Suman Mokhtarian | KO tecnico (pugni)                          | 1               | 2:14            | POTN            |
|                                   | Pesi mediomassimi | Jimmy Crute          | batte           | Paul Craig       | Sottomissione (kimura)                      | 3               | 4:51            |                 |
| Card Preliminare (Fox Sports 1)   |                   |                      |                 |                  |                                             |                 |                 |                 |
|                                   | Pesi welter       | Aleksei Kunčenko     | batte           | Yushin Okami     | Decisione unanime (30-26, 30-26, 30-27)     | 3               | 5:00            |                 |
|                                   | Pesi mosca        | Wilson Reis          | batte           | Ben Nguyen       | Decisione unanime (30-27, 30-27, 30-27)     | 3               | 5:00            |                 |
|                                   | Pesi welter       | Keita Nakamura       | batte           | Salim Touahri    | Decisione non unanime (30-27, 28-29, 29-28) | 3               | 5:00            |                 |
|                                   | Pesi mosca        | Kai Kara-France      | batte           | Elias Garcia     | Decisione unanime (30-25, 30-25, 30-26)     | 3               | 5:00            | FOTN            |
| Card Preliminare (UFC Fight Pass) |                   |                      |                 |                  |                                             |                 |                 |                 |
|                                   | Pesi leggeri      | Christos Giagos      | batte           | Mizuto Hirota    | Decisione unanime (29-28, 29-27, 30-28)     | 3               | 5:00            |                 |
|                                   | Pesi leggeri      | Damir Ismagulov      | batte           | Alex Gorgees     | Decisione unanime (30-25, 30-26, 30-26)     | 3               | 5:00            |                 |

## Premi
I lottatori premiati ricevettero un bonus di 50.000 dollari.
Legenda:
- FOTN: Fight of the Night (vengono premiati entrambi gli atleti per il miglior incontro dell'evento)
- POTN: Performance of the Night (viene premiato il vincitore per la migliore performance dell'evento)